# Günther Krupkat

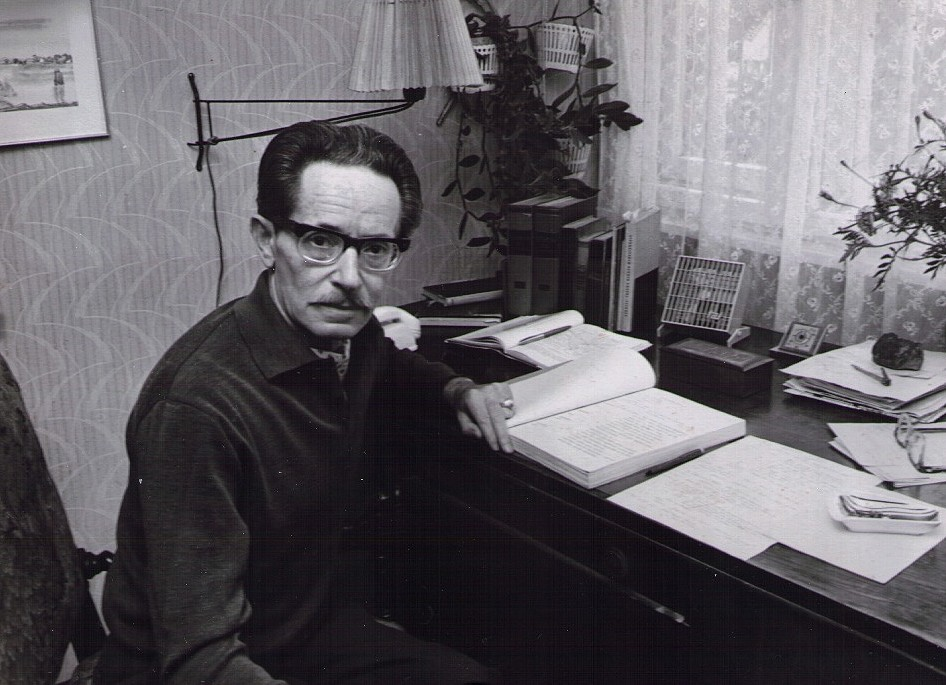
Günther Krupkat bei der Arbeit an seinem heimischen Schreibtisch in Berlin

Günther Krupkat (* 5. Juli 1905 in Berlin; † 14. April 1990 ebenda) war ein deutscher Schriftsteller in der DDR und einer der bekanntesten Science-Fiction-Autoren des Staates. 

## Leben
Krupkat stammte aus einer kleinbürgerlichen Familie litauischer Herkunft. Er absolvierte in Berlin das Gymnasium und begann ein Ingenieurstudium, das er in der Weltwirtschaftskrise aus Geldmangel abbrechen musste. Danach arbeitete er unter anderem als Fabrikarbeiter, Geschäftsreisender, Elektromonteur und Laborant. Daneben schrieb er für Zeitungen und Zeitschriften Kurzgeschichten, meistens kriminalistische. Mit 19 Jahren verfasste er, angeregt durch Alexei Nikolajewitsch Tolstois Aëlita, seinen ersten utopischen Roman Od, für den er jedoch wegen seiner als „zu links“ empfundenen Gesellschaftskritik keinen Verleger fand. Krupkat war danach Filmdramaturg, Korrespondent im Verlag des Berliner Tageblatts und fünf Jahre Mitarbeiter beim Rundfunk. Als Vorsitzender des Betriebsrats und Mitglied der KPD wurde er 1932 entlassen. Danach arbeitete er für einen holländischen Verlag, der in Berlin eine linksorientierte Familienzeitschrift herausgab, als Werbeleiter, sowie in einem Modeverlag und veröffentlichte erste Kurzgeschichten.
Ab 1933 beteiligte sich Krupkat an antifaschistischen Aktionen. Er wurde 1940 zur Wehrmacht eingezogen und nahm am Zweiten Weltkrieg teil. 1945 desertierte er in der Tschechoslowakei.
Er lebte nach dem Ende des NS-Staats in Berlin in der Sowjetischen Besatzungszone bzw. der DDR. Er beendete dort sein Ingenieurstudium, arbeitete von 1946 bis 1955 als Chefredakteur und war ab 1955 freiberuflich als Schriftsteller tätig. Er schrieb insbesondere SF-Romane, die mehrfach neu aufgelegt wurden. Im Schriftstellerverband der DDR war er von 1972 bis 1978 Vorsitzender des Arbeitskreises Utopische Literatur, dessen Gründung er selbst initiiert hatte. Sein Nachfolger auf diesem Posten war Heiner Rank.
1985 wurde er mit dem Vaterländischen Verdienstorden in Silber ausgezeichnet.

## Werk
Krupkats bekannteste und meistgelesene Bücher waren zwei Romane, die das Thema der Prä-Astronautik behandelten. Als die Götter starben behandelt die misslungene Kontaktaufnahme von Außerirdischen mit der Menschheit der grauen Vorzeit. Nabou beschreibt die Geschichte eines der hochentwickelten Roboter, die sie zurückließen. Nabou wurde von Franz Rottensteiner im Jahre 1979 als „eine der besten Beispiele für Science-fiction aus der DDR“ bezeichnet.

### Erzählungen
- 1956: Gefangene des ewigen Kreises (Das neue Abenteuer Nr. 86)
- 1957: Kobalt 60 (Das neue Abenteuer Nr. 114)
- 1957: Nordlicht über Palmen (Kleine Jugendreihe Nr. 4/57)
- 1969: Insel der Angst (erschienen in der Anthologie Das Molekular Cafe beim Verlag Das Neue Berlin)
- 1974: Das Duell (erschienen in der Anthologie Das Raumschiff beim Verlag Neues Leben)
- 1975: Bazillus phantastikus (erschienen in der Anthologie Der Mann vom Anti beim Verlag Das Neue Berlin)
- 1975: Der Mann vom Anti (erschienen in der gleichnamigen Anthologie beim Verlag Das Neue Berlin)

### Romane
- 1956: Die Unsichtbaren, Verlag Volk und Welt und Gelbe Reihe
- 1957: Das Schiff der Verlorenen (Titanic-Roman)
- 1958: Das Gesicht (1962 auch Fernsehspiel)
- 1960: Die große Grenze, Das Neue Berlin
- 1963: Als die Götter starben, Das Neue Berlin
- 1968: Nabou, Das Neue Berlin

### Film
- 1962: Das Gesicht, Deutscher Fernsehfunk, Regie: Peter Hagen
- 1968: Stunde des Skorpions, dreiteiliger TV-Film, Deutscher Fernsehfunk, Regie: Horst Zaeske, u. a. mit Otto Mellies, Gunter Schoß, Vera Oelschlegel, Peter Ensikat und Eva-Maria Hagen